# HMS Griffin (H31)
HMS Griffin (H31) là một tàu khu trục thuộc lớp G được Hải quân Hoàng gia Anh Quốc chế tạo vào giữa những năm 1930. Nó trải qua một phần lớn thời gian trước chiến tranh phục vụ cùng Hạm đội Địa Trung Hải, và được điều quay trở về quần đảo Anh tham gia Chiến dịch Na Uy vào tháng 4–tháng 5 năm 1940 cũng như trong trận Dakar vào tháng 9 trước khi chuyển trở lại Hạm đội Địa Trung Hải vào tháng 11. Nó đã bảo vệ cho các tàu chiến chủ lực của hạm đội trong nhiệm vụ hộ tống các đoàn tàu vận tải chống lại Hạm đội Ý, tham gia trận chiến mũi Matapan vào tháng 3 năm 1941 cùng các trận chiến bảo vệ Hy Lạp và Crete vào tháng 4–tháng 5 năm 1941. Đến tháng 6, nó tham gia Chiến dịch Syria-Li băng và hộ tống các đoàn tàu vận tải và tàu chiến chủ lực của Hạm đội Địa Trung Hải trước khi được điều sang Hạm đội Đông vào tháng 3 năm 1942.
Griffin không có hoạt động tác chiến nào khi Hải quân Nhật đột kích vào Ấn Độ Dương trong tháng 4, nhưng đã hộ tống các đoàn tàu vận tải trong hầu hết thời gian đó. Đến tháng 6, nó quay trở lại Địa Trung Hải hộ tống một đoàn tàu khác đi Malta trong Chiến dịch Vigorous. Bắt đầu từ tháng 11 năm 1942, nó được cải biến thành một tàu khu trục hộ tống và được chuyển cho Hải quân Hoàng gia Canada vào ngày 1 tháng 3 năm 1943. Giờ đây đổi tên thành HMCS Ottawa (H31), nó được phân công hộ tống các đoàn tàu vận tải vượt Bắc Đại Tây Dương cho đến tháng 5 năm 1944, khi nó được điều động hộ tống lực lượng tham gia cuộc đổ bộ Normandy. Cùng các tàu khu trục khác, nó đã đánh chìm ba tàu ngầm Đức ngoài khơi bờ biển Pháp cho đến khi quay trở về Canada cho một đợt tái trang bị kéo dài. Sau khi chiến tranh kết thúc tại Châu Âu vào tháng 5 năm 1945, nó được sử dụng vào việc hồi hương binh lính Canada cho đến khi ngừng hoạt động vào tháng 10 năm 1945 và bị bán để tháo dỡ vào tháng 8 năm 1946.

## Thiết kế và chế tạo
Griffin có trọng lượng choán nước tiêu chuẩn 1.350 tấn Anh (1.370 t), và lên đến 1.883 tấn Anh (1.913 t) khi đầy tải. Nó có chiều dài chung 323 foot (98,5 m), mạn thuyền rộng 33 foot (10,1 m) và độ sâu của mớn nước là 12 foot 5 inch (3,8 m). Nó được dẫn động bởi hai turbine hơi nước Parsons truyền động ra hai trục chân vịt, sản sinh tổng công suất 34.000 mã lực càng (25.000 kW), cho phép nó đạt tốc độ tối đa 36 hải lý trên giờ (67 km/h; 41 mph). Hơi nước được cung cấp bởi ba nồi hơi ống nước Admiralty. Griffin có thể mang theo tối đa 470 tấn Anh (480 t) dầu đốt, cho phép một tầm hoạt động tối đa 5.530 hải lý (10.240 km; 6.360 mi) ở tốc độ 15 hải lý trên giờ (28 km/h; 17 mph). Thành phần thủy thủ đoàn của nó bao gồm 137 sĩ quan và thủy thủ trong thời bình, nhưng tăng lên đến 146 người trong thời chiến.
Con tàu được trang bị bốn khẩu pháo QF 4,7 inch (120 mm) Mk. XII L/45 trên các tháp pháo nòng đơn. Cho mục đích phòng không, Griffin có hai khẩu đội súng máy 0,5 in (13 mm) Mk.III bốn nòng. Nó còn có hai bệ ống phóng ngư lôi bốn nòng trên mặt nước dành cho ngư lôi 21 in (530 mm). Một đường ray thả mìn sâu và hai máy phóng được trang bị; ban đầu nó mang theo 20 quả mìn sâu, nhưng được tăng lên 35 quả không lâu sau khi chiến tranh bắt đầu.
Bắt đầu từ giữa năm 1940, dàn hỏa lực phòng không của con tàu được tăng cường, cho dù không thể biết chính xác thời điểm mà việc cải biến được thực hiện. Dàn phóng ngư lôi phía sau được thay thế bằng một khẩu đội pháo phòng không 3 inch (76,2 mm) 12-pounder, và các khẩu súng máy.50 caliber bốn nòng được thay bằng pháo tự động Oerlikon 20 mm. Thêm hai khẩu pháo Oerlikon 20 mm khác được bổ sung trên phía trước cấu trúc thượng tầng.
Griffin được đặt hàng vào ngày 5 tháng 3 năm 1934 trong Chương trình Chế tạo Hải quân 1933. Nó được đặt lườn vào ngày 20 tháng 9 năm 1934 tại xưởng tàu của hãng Vickers-Armstrongs ở Barrow-in-Furness, Anh; được hạ thủy vào ngày 15 tháng 8 năm 1935 và hoàn tất vào ngày 6 tháng 3 năm 1936 với chi phí 248.518 Bảng Anh, không tính đến các thiết bị do Bộ Hải quân Anh cung cấp như vũ khí, đạn dược và thiết bị thông tin liên lạc.

## Lịch sử hoạt động

### HMSGriffin, 1936-1942
Sau khi nhập biên chế, Griffin được phân về Chi hạm đội Khu trục 1 trực thuộc Hạm đội Địa Trung Hải. Nó đã hộ tống chiếc tàu biển chở hành khách SS Strathnaver di chuyển giữa Malta và Alexandria trong vụ khủng hoảng Munich vào tháng 9 năm 1938, rồi sau đó hộ tống tàu tuần dương hạng nhẹ HMS Arethusa trong chuyến đi đến Aden. Nó mắc tai nạn va chạm với tàu khu trục mục tiêu HMS Shikari vào ngày 2 tháng 2 năm 1939, việc sửa chữa hoàn tất năm ngày sau đó.
Khi Chiến tranh Thế giới thứ hai nổ ra, Griffin vẫn đang ở lại Alexandria trong thành phần Chi hạm đội Khu trục 1, nhưng nó được điều động vào tháng 10 để phục vụ tại vùng biển nhà, và gia nhập lại chi hạm đội tại Harwich vào tháng 11 để tuần tra tại Bắc Hải và hộ tống các đoàn tàu vận tải tại chỗ. Nó đã cứu vớt những người sống sót từ tàu chị em Gipsy sau khi chiếc này trúng phải một quả mìn ngoài khơi Harwich vào ngày 21 tháng 11. Nó bị hư hại trong cùng tháng đó và được sửa chữa cho đến ngày 6 tháng 12. Nhằm chuẩn bị cho Chiến dịch Na Uy, Griffin được điều động sang Hạm đội Nhà đặt căn cứ tại Scapa Flow vào tháng 4 năm 1940.
Griffin đã hộ tống các tàu chiến chủ lực của Hạm đội Nhà khi chúng tiến quân vào Bắc Hải ngày 7 tháng 4, và tiếp tục nhiệm vụ này trong nhiều tuần lễ tiếp theo. Vào ngày 24 tháng 4, nó cùng tàu khu trục Acheron đã chặn bắt tàu đánh cá Đức Schiff 26, đang trên đường hướng đến Narvik với hàng hóa trên tàu là mìn và thủy lôi.  Nó đã giúp triệt thoái binh lính Anh và Pháp khỏi Namsos và cứu vớt những người sống sót từ tàu khu trục Afridi sau khi chiếc này bị máy bay ném bom bổ nhào Junkers Ju 87 đánh chìm vào ngày 3 tháng 5; những chiếc Stuka cũng đã tấn công nhắm vào Griffin nhưng không thành công. Sau đó nó được điều động sang Chi hạm đội Khu trục 13 thuộc Bộ chỉ huy Bắc Đại Tây Dương đặt căn cứ tại Gibraltar, đã hộ tống các tàu chiến chủ lực của Lực lượng H trong trận Dakar vào ngày 23 tháng 9, nhưng không trực tiếp tác chiến. Vào ngày 20 tháng 10, cùng với các tàu khu trục Gallant và Hotspur, nó đã đánh chìm tàu ngầm Ý Lafolè ngoài khơi Melilla. Sau đó nó hộ tống cho thiết giáp hạm Barham cùng các tàu tuần dương Berwick và Glasgow trong Chiến dịch Coat vào đầu tháng 11, khi chúng gia nhập Hạm đội Địa Trung Hải. Bản thân Griffin được điều động sang Chi hạm đội Khu trục 14 đặt căn cứ tại Alexandria, và tham gia trận chiến mũi Spartivento bất phân thắng bại vào ngày 27 tháng 11, trong khuôn khổ Chiến dịch Collar.
Trong Chiến dịch Excess, tàu chị em với nó HMS Gallant trúng phải một quả mìn ngoài khơi Pantellaria vào ngày 10 tháng 1 năm 1941, và Griffin đã cứu vớt hầu hết những người sống sót. Đến tháng 2 năm 1941, nó được chuyển sang Hồng Hải nơi nó hộ tống tàu sân bay HMS Formidable trong các hoạt động của chiếc này nhằm hỗ trợ cho các hoạt động quân sự tại Somaliland dưới quyền kiểm soát của Ý ("Chiến dịch Canvas"). Nó đã hộ tống các tàu chiến chủ lực của Hạm đội Địa Trung Hải trong Trận chiến mũi Matapan vào ngày 28-29 tháng 3. Nó đã cùng với tàu chị em Greyhound tấn công một số tàu khu trục Ý trong một cuộc đụng độ ban đêm, nhưng nhanh chóng bị mất dấu khi đối phương ẩn trong các làn khói. Vào ngày 15 tháng 4, nó cùng tàu khu trục Australia Stuart và pháo hạm Gnat bắn phá các vị trí của phe Trục gần Sollum. Con tàu đã tham gia triệt thoái binh lính Anh và Australia khỏi Hy Lạp vào cuối tháng 4. Vào ngày 8 tháng 5, nó lại hộ tống các tàu chiến chủ lực của Hạm đội Địa Trung Hải khi chúng bảo vệ cho một đoàn tàu vận tải đi từ Alexandria đến Malta. Trong chiến dịch rút lui khỏi Crete vào cuối tháng 5, Griffin đã giúp triệt thoái 720 người khỏi vịnh Souda.
Trong Chiến dịch Exporter, Griffin đã hộ tống tàu tuần dương hạng nhẹ Australia HMAS Perth khi chiếc này bắn phá các vị trí do phe Vichy Pháp kiểm soát tại Li băng vào ngày 2 tháng 7. Nó đã hộ tống các đoàn tàu vận tải đi và đến Tobruk đang bị phong tỏa từ tháng 7 đến tháng 11. Vào ngày 25 tháng 11, nó hộ tống các thiết giáp hạm của Hạm đội Địa Trung Hải khi chiếc HMS Barham trúng phải ngư lôi từ tàu ngầm Đức U-331. Nó hộ tống tàu tuần dương hạng nhẹ HMS Naiad khi chiếc này bắn phá Derna vào đầu tháng 12, rồi được điều sang Chi hạm đội Khu trục 2 trong tháng đó. Griffin đã hộ tống các đoàn tàu vận tải đi Malta trong tháng 1-tháng 2 năm 1942, cho đến khi nó được điều động sang Hạm đội Đông đặt căn cứ tại Ấn Độ Dương vào cuối tháng 2. Nó được phân về Lực lượng A của hạm đội khi Hải quân Nhật đột kích Ấn Độ Dương vào đầu tháng 4 năm 1942. Con tàu quay trở lại Địa Trung Hải để tham gia Chiến dịch Vigorous, một đoàn tàu vận tải khác đi từ Alexandria đến Malta trong tháng 6. Nó quay trở lại Ấn Độ Dương sau đó và hộ tống các đoàn tàu vận tải tại đây cho đến khi được lệnh quay trở về nhà để cải biến thành một tàu khu trục hộ tống vào tháng 9.
Công việc cải biến được bắt đầu từ ngày 2 tháng 11 tại Southampton, bao gồm việc tháo dỡ hai khẩu pháo QF 4,7 inch (120 mm) cùng khẩu 12 pounder phòng không, thay bằng một dàn súng cối chống tàu ngầm Hedgehog và bổ sung lượng mìn sâu mang theo phía đuôi. Các dàn radar Kiểu 286 và Kiểu 271 được trang bị, cũng như tăng cường hỏa lực phòng không tầm gần bằng các khẩu Oerlikon 20 mm.

### HMCSOttawa, 1942-1946
Đang khi được tái trang bị, vào ngày 1 tháng 3 năm 1943, Griffin được chuyển cho Hải quân Hoàng gia Canada, và được nhập biên chế vào ngày 20 tháng 3, bốn ngày trước khi việc nâng cấp hoàn tất. Con tàu được đổi tên thành HMCS Ottawa vào ngày 10 tháng 4 nhằm tưởng niệm chiếc HMCS Ottawa (H60) bị đánh chìm trước đó. Sau khi được chuẩn bị tại Tobermory, nó lên đường đi Canada, và được trao tặng như một món quà cho người dân Canada vào ngày 15 tháng 6.
HMCS Ottawa (H31) trở thành tàu chỉ huy của Đội hộ tống C5 hoạt động giữa St. John's, Newfoundland và Derry, Bắc Ireland cho đến tháng 5 năm 1944, khi nó trở thành tàu chỉ huy của Đội hộ tống 11, vốn còn bao gồm các tàu khu trục HMCS Kootenay, HMCS Chaudière, HMCS Gatineau và HMCS St. Laurent với nhiệm vụ bảo vệ lực lượng tấn công trong cuộc Đổ bộ Normandy. Vào ngày 6 tháng 7 năm 1944, Ottawa, Kootenay cùng với tàu frigate Anh HMS Statice đã đánh chìm tàu ngầm Đức U-678 ngoài khơi Beachy Head, Sussex. Sau đó Ottawa cùng Chaudière cũng đã đánh chìm chiếc U-621 vào ngày 16 tháng 8 gần La Rochelle, và hai ngày sau chúng lại đánh chìm chiếc U-984 về phía Tây Brest.
Ottawa được tái trang bị tại St. John's từ ngày 12 tháng 10 năm 1944 đến ngày 26 tháng 2 năm 1945. Vào ngày 11 tháng 3, nó mắc tai nạn va chạm với tàu quét mìn HMCS Stratford ngoài khơi Halifax, và được sửa chữa cho đến ngày 30 tháng 4. Sau khi chiến tranh kết thúc tại Châu Âu vào tháng 5, con tàu đã vận chuyển binh lính Canada hồi hương cho đến khi nó ngừng hoạt động vào ngày 31 tháng 10. Ottawa bị bán cho hãng International Iron and Metal Company vào tháng 8 năm 1946 và bị tháo dỡ sau đó.